# إنيس سالي
إنيس سالي (مواليد 23 فبراير 2006) هو لاعب كرة قدم روماني يلعب في مركز الوسط المهاجم أو الجناح في نادي فارول كونستانتسا.